# Campylosiphon congestus
Campylosiphon congestus là một loài thực vật có hoa trong họ Burmanniaceae. Loài này được tìm thấy ở vùng nhiệt đới Tây và Trung Phi.
Loài được Charles Henry Wright mô tả khoa học đầu tiên năm 1897 dưới danh pháp Gymnosiphon congestus. Năm 1938, Fredrik Pieter Jonker đổi nó thành Burmannia congesta. Danh pháp này được coi là chính thức cho tới khi nghiên cứu phát sinh chủng loài của Vincent Merckx và ctv năm 2008 cho thấy Burmannia congesta có quan hệ họ hàng gần với Campylosiphon purpurascens hơn là với các loài Burmannia khác. Năm 2010, Paulus Johannes Maria Maas đổi danh pháp cho nó thành Campylosiphon congestus.